# Roza

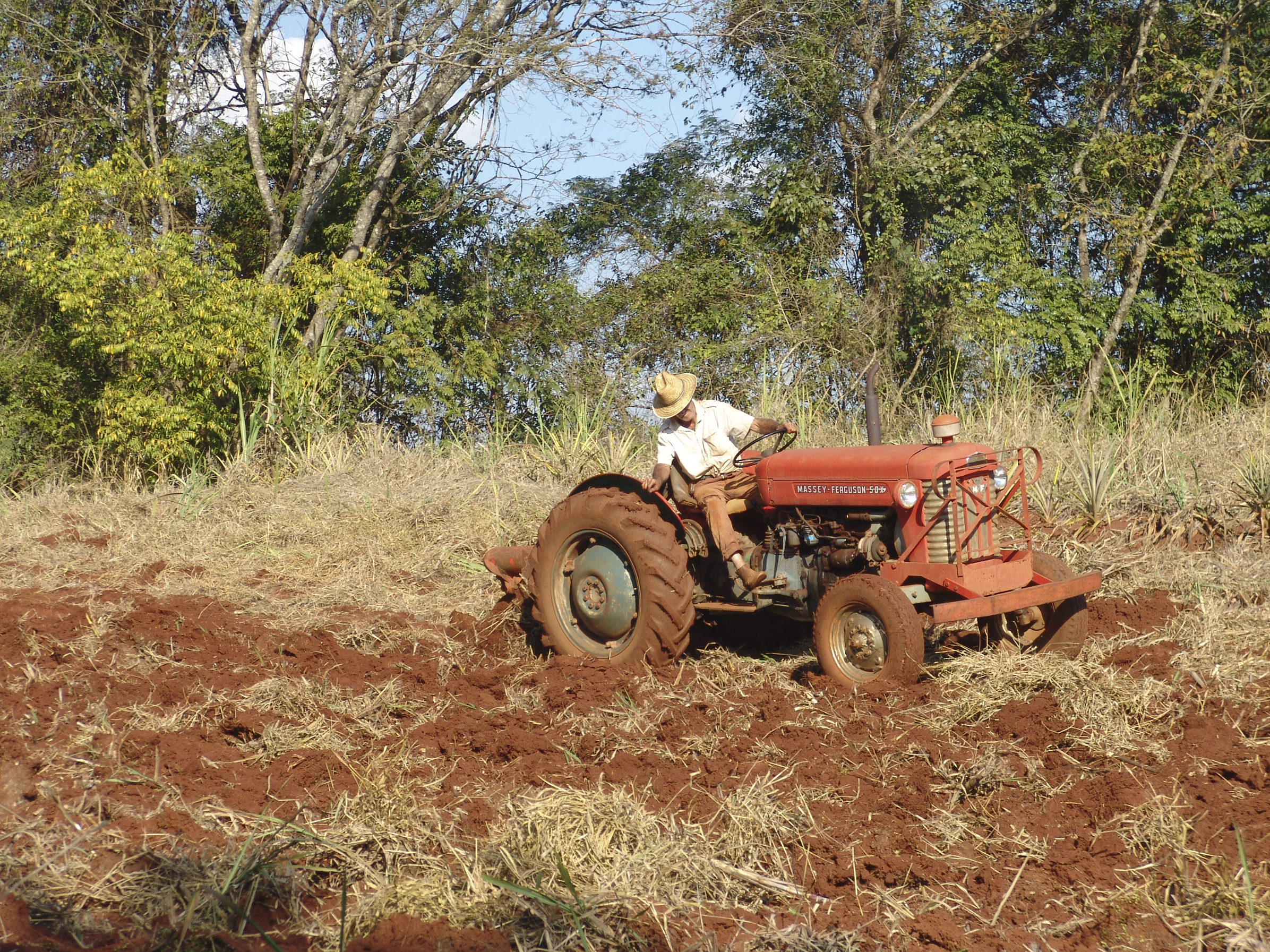
Granjero realizando una roza.

La roza un tipo de trabajo agrario. Consiste en la eliminación de la parte aérea de la vegetación, quedando la raíz de la planta. Se trata de rozar la tierra, penetrando en ella unos pocos centímetros y dejando esa pequeña capa de tierra más suelta y aireada, pero sin levantarlo en exceso. Esto permite que el agua de riego y lluvia penetren mejor en el suelo. El fin de esta labor es el de destruir las malas hierbas como la grama.
La roza manual era muy utilizada tanto en jardinería como en huertos. Las principales herramientas para esta labor eran el rozón, el cultivador y la azada.
Con la llegada de la maquinaria ligera estas labores manuales han sido sustituidas por arados superficiales y de poca profundidad.
La roza es muy importante para poder mantener zonas aisladas del fuego, como los cortafuegos, pues se mantienen libres de vegetación muy combustible en épocas de sequía, como son las gramíneas y las pequeñas hierbas del bosque. 
- Datos: Q9070962